# Gute Überdeckung
In der Mathematik sind gute Überdeckungen ein Hilfsmittel in der Topologie von Mannigfaltigkeiten. Gute Überdeckungen sind Überdeckungen durch offene Mengen, deren endliche Durchschnitte alle zusammenziehbar sind.

## Definition für Mannigfaltigkeiten
Es sei {\displaystyle M} eine Mannigfaltigkeit und {\displaystyle (U_{i})_{i\in I}} eine Überdeckung von {\displaystyle M} durch offene Mengen {\displaystyle U_{i}}. Die Überdeckung ist eine gute Überdeckung, wenn alle endlichen Durchschnitte
{\displaystyle U_{i_{0}}\cap \ldots \cap U_{i_{p}}}
(mit {\displaystyle i_{0},\ldots ,i_{p}\in I}) diffeomorph zum {\displaystyle \mathbb {R} ^{n}} sind.

### Existenz
Jede parakompakte differenzierbare Mannigfaltigkeit hat eine gute Überdeckung. Wenn die Mannigfaltigkeit kompakt ist, gibt es endliche gute Überdeckungen.

#### Beweisskizze
Wähle eine Riemannsche Metrik auf der Mannigfaltigkeit. In einer Riemannschen Mannigfaltigkeit hat jeder Punkt eine geodätisch konvexe Umgebung und die Durchschnitte geodätisch konvexer Umgebungen sind wieder geodätisch konvex. Eine geodätisch konvexe Teilmenge einer {\displaystyle n}-dimensionalen Riemannschen Mannigfaltigkeit ist diffeomorph zum {\displaystyle \mathbb {R} ^{n}}, woraus die Behauptung folgt.

### Kofinalität
Die guten Überdeckungen sind kofinal in der Menge aller Überdeckungen, d. h. zu jeder Überdeckung gibt es eine Verfeinerung, die eine gute Überdeckung ist.

### Anwendungen
Gute Überdeckungen werden bei Beweisen mittels "Mayer-Vietoris-Argumenten" benötigt, d. h. wenn Aussagen zunächst lokal bewiesen und dann mittels Mayer-Vietoris-Sequenzen globalisiert werden sollen. Typische Beispiele sind die Beweise der Poincaré-Dualität, der Künnethformel, des Satzes von Leray-Hirsch und des Thom-Isomorphismus.

## Definition für topologische Räume
Es sei {\displaystyle X} ein topologischer Raum und {\displaystyle (U_{i})_{i\in I}} eine Überdeckung von {\displaystyle X} durch offene Mengen {\displaystyle U_{i}}. Die Überdeckung ist eine gute Überdeckung, wenn alle endlichen Durchschnitte
{\displaystyle U_{i_{0}}\cap \ldots \cap U_{i_{p}}}
(mit {\displaystyle i_{0},\ldots ,i_{p}\in I}) zusammenziehbar sind.
(Diese Definition ist etwas allgemeiner als die oben im Spezialfall von Mannigfaltigkeiten gegebene. Dies macht im Fall parakompakter Mannigfaltigkeiten jedoch keinen Unterschied, weil jede parakompakte Mannigfaltigkeit sogar im obigen Sinn eine gute Überdeckung hat.)
Nicht jeder topologische Raum hat eine gute Überdeckung. Zum Beispiel gibt es topologische Räume, in denen nicht jeder Punkt eine zusammenziehbare Umgebung hat.
Jedoch gilt im Fall von Simplizialkomplexen, dass es stets gute Überdeckungen gibt und dass die guten Überdeckungen kofinal in der Menge aller Überdeckungen sind.